# Lista de paróquias da diocese de Santo Amaro
Esta é uma lista de paróquias da diocese de Santo Amaro, uma circunscrição territorial da Igreja Católica no estado de São Paulo, Brasil. Está contida inteiramente dentro dos limites do território da cidade de São Paulo.
A diocese é dividida em onze setores (Cupecê, Grajaú, Interlagos, Jordanópolis, Parelheiros, Pedreira, Sabará, Santa Catarina, Santo Amaro, Varginha e Veleiros), totalizando 112 paróquias e cerca de 214 padres (entre seculares e religiosos) e nenhum diácono permanente. 
| Setor pastoral | Paróquia                                                | Ano de ereção | Observações         |
| -------------- | ------------------------------------------------------- | ------------- | ------------------- |
| Santo Amaro    | Santo Amaro                                             | 1686          | Catedral Diocesana  |
| Santo Amaro    | Sagrado Coração de Jesus                                | 1935          |                     |
| Santo Amaro    | São João de Brito                                       | 1952          |                     |
| Santo Amaro    | Verbo Divino                                            | 1954          |                     |
| Santo Amaro    | Nossa Senhora de Guadalupe                              | 1955          |                     |
| Santo Amaro    | Sant'Ana                                                | 1960          |                     |
| Santo Amaro    | Santo Antônio                                           | 1968          |                     |
| Santo Amaro    | Nossa Senhora Auxiliadora                               | 1969          |                     |
| Santo Amaro    | Imaculado Coração de Maria                              | 1990          |                     |
| Santo Amaro    | Sagrada Família                                         | 1993          |                     |
| Santo Amaro    | Nossa Senhora de Fátima                                 | 1996          | Santuário Diocesano |
| Cupecê         | Nossa Senhora Refúgio dos Pecadores                     | 1960          |                     |
| Cupecê         | São José                                                | 1960          |                     |
| Cupecê         | Nossa Senhora Aparecida                                 | 1960          |                     |
| Cupecê         | Santa Cruz                                              | 1978          |                     |
| Cupecê         | Santo Afonso                                            | 1978          |                     |
| Cupecê         | São Francisco de Assis                                  | 1980          |                     |
| Cupecê         | São Bento                                               | 1995          |                     |
| Cupecê         | São João Paulo II                                       | 2006          |                     |
| Cupecê         | Nossa Senhora da Assunção                               | 2009          |                     |
| Grajaú         | Nossa Senhora Aparecida                                 | 1970          |                     |
| Grajaú         | Nossa Senhora dos Migrantes                             | 1986          |                     |
| Grajaú         | Jesus, Maria e José                                     | 1993          |                     |
| Grajaú         | Nossa Senhora do Rosário                                | 1993          |                     |
| Grajaú         | Nossa Senhora das Graças                                | 1997          |                     |
| Grajaú         | São Miguel Arcanjo                                      | 1997          |                     |
| Grajaú         | Divino Salvador                                         | 2001          |                     |
| Grajaú         | Cristo Ressuscitado                                     | 2003          |                     |
| Grajaú         | Nossa Senhora de Pentecostes e São Francisco de Assis   | 2003          |                     |
| Grajaú         | Nossa Senhora de Fátima                                 | 2010          |                     |
| Grajaú         | Nossa Senhora do Rócio e São Vicente de Paulo           | 2012          |                     |
| Grajaú         | São Carlos Borromeu                                     | 2012          |                     |
| Grajaú         | Nossa Senhora dos Navegantes                            | 2013          |                     |
| Grajaú         | São Lucas Evangelista                                   | 2014          |                     |
| Interlagos     | São José                                                | 1969          |                     |
| Interlagos     | São Bernardo                                            | 1994          |                     |
| Interlagos     | São Paulo Apóstolo e Nossa Senhora Aparecida            | 1995          |                     |
| Interlagos     | São Judas Tadeu                                         | 1996          | Santuário           |
| Interlagos     | São Brás e Nossa Senhora Aparecida                      | 2001          |                     |
| Interlagos     | Santa Francisca Xavier Cabrini                          | 2002          |                     |
| Interlagos     | Nossa Senhora da Assunção                               | 2007          |                     |
| Interlagos     | Santa Cecília                                           | 2012          |                     |
| Jordanópolis   | Santa Inês                                              | 1969          |                     |
| Jordanópolis   | Sant'Ana                                                | 1969          |                     |
| Jordanópolis   | Bom Pastor                                              | 1994          |                     |
| Jordanópolis   | Mãe do Salvador                                         | 1995          |                     |
| Jordanópolis   | Nossa Senhora de Lourdes                                | 1995          |                     |
| Jordanópolis   | São Sebastião e Maria Mãe da Igreja                     | 1999          |                     |
| Jordanópolis   | Nossa Senhora das Dores e Santa Cruz                    | 2001          |                     |
| Jordanópolis   | São José Operário                                       | 2001          |                     |
| Jordanópolis   | Nossa Senhora da Consolação                             | 2002          |                     |
| Jordanópolis   | Santa Maria Goretti                                     | 2003          |                     |
| Jordanópolis   | Nossa Senhora Desatadora dos Nós                        | 2011          | Santuário Diocesano |
| Parelheiros    | Santa Cruz                                              | 1980          |                     |
| Parelheiros    | Santa Bárbara                                           | 1995          |                     |
| Parelheiros    | Santo Expedito e Nossa Senhora Aparecida                | 1995          |                     |
| Parelheiros    | Divino Espírito Santo                                   | 1996          |                     |
| Parelheiros    | São Cristóvão                                           | 1996          |                     |
| Parelheiros    | São Vicente de Paulo                                    | 2001          |                     |
| Parelheiros    | Nossa Senhora da Boa Viagem                             | 2003          |                     |
| Parelheiros    | São Norberto                                            | 2007          |                     |
| Parelheiros    | São Tiago Maior                                         | 2008          |                     |
| Pedreira       | Nossa Senhora Aparecida                                 | 1969          |                     |
| Pedreira       | São José                                                | 1969          |                     |
| Pedreira       | Santa Rita de Cássia                                    | 1970          |                     |
| Pedreira       | Santa Teresinha do Menino Jesus                         | 1970          |                     |
| Pedreira       | São Francisco Xavier                                    | 1970          |                     |
| Pedreira       | São Joaquim e Sant'Ana                                  | 1994          |                     |
| Pedreira       | Verbo Encarnado                                         | 1994          |                     |
| Pedreira       | Santa Clara e São Francisco de Assis                    | 2002          |                     |
| Pedreira       | Santa Paulina                                           | 2002          |                     |
| Pedreira       | Nossa Senhora da Medalha Milagrosa                      | 2003          |                     |
| Pedreira       | Nossa Senhora Rainha dos Apóstolos                      | 2003          |                     |
| Pedreira       | Nossa Senhora da Salette e São João Batista             | 2005          |                     |
| Pedreira       | Santa Amélia e São Francisco                            | 2009          |                     |
| Pedreira       | São Raimundo Nonato                                     | 2013          |                     |
| Sabará         | Nossa Senhora do Sabará                                 | 1958          |                     |
| Sabará         | Santa Gertrudes                                         | 1958          |                     |
| Sabará         | Santo Antônio de Pádua                                  | 1969          |                     |
| Sabará         | Nossa Senhora Rainha da Paz                             | 1995          |                     |
| Sabará         | São Pedro Apóstolo                                      | 1996          |                     |
| Sabará         | Nossa Senhora Mãe de Deus                               | 1998          | Santuário           |
| Sabará         | Bom Jesus                                               | 2003          |                     |
| Sabará         | Nossa Senhora Mãe dos Aflitos                           | 2009          | Santuário           |
| Sabará         | Nossa Senhora da Caridade                               | 2010          |                     |
| Santa Catarina | Nossa Senhora do Perpétuo Socorro e Santa Rosália       | 1951          |                     |
| Santa Catarina | Santa Catarina de Alexandria                            | 1960          |                     |
| Santa Catarina | São João Batista                                        | 1960          |                     |
| Santa Catarina | São Benedito e Nossa Senhora de Fátima                  | 1965          |                     |
| Santa Catarina | Santo Antônio de Sant'Ana Galvão                        | 1969          |                     |
| Santa Catarina | Cristo Rei                                              | 1990          |                     |
| Varginha       | Santa Luzia                                             | 1995          |                     |
| Varginha       | São João Maria Vianney                                  | 1995          |                     |
| Varginha       | São Jorge                                               | 2000          |                     |
| Varginha       | Nossa Senhora do Carmo                                  | 2001          |                     |
| Varginha       | Santa Edwigens                                          | 2003          |                     |
| Varginha       | Santíssima Trindade                                     | 2003          |                     |
| Varginha       | São João Bosco                                          | 2003          |                     |
| Varginha       | São Francisco e São Rafael                              | 2007          |                     |
| Varginha       | Nossa Senhora dos Anjos                                 | 2008          |                     |
| Varginha       | Menino Jesus de Praga                                   | 2011          |                     |
| Varginha       | São Pio de Petrelcina                                   | 2014          |                     |
| Varginha       | Jesus Misericordioso                                    | 2014          | Santuário           |
| Veleiros       | São Pancrácio                                           | 1949          |                     |
| Veleiros       | Nossa Senhora da Esperança                              | 1958          |                     |
| Veleiros       | Nossa Senhora do Perpétuo Socorro                       | 1958          |                     |
| Veleiros       | Nossa Senhora Imaculada Conceição                       | 1962          |                     |
| Veleiros       | Santa Rita de Cássia                                    | 1967          |                     |
| Veleiros       | Nossa Senhora de Fátima                                 | 1970          |                     |
| Veleiros       | São Joaquim                                             | 1997          |                     |
| Veleiros       | Rainha Santa Isabel de Portugal                         | 1999          |                     |
| Veleiros       | Nossa Senhora do Bom Conselho e Nossa Senhora Aparecida | 2005          |                     |